# Parafia Najświętszego Serca Jezusowego w Aleksandrówce
Parafia Najświętszego Serca Jezusowego w Aleksandrówce – parafia rzymskokatolicka znajdująca się w diecezji sandomierskiej, w dekanacie Modliborzyce. Parafię erygował w 1995 biskup Bolesław Pylak. Rektorat powstał w wyniku wydzielenia go z parafii Batorz. 
Do parafii należą: Aleksandrówka, Stawce, Stawce-Kolonia.

## Miejsca kultu
- Kościół Najświętszego Serca Jezusowego w Aleksandrówce
- Kaplica Dobrego Pasterza w Stawcach